# Église Saint-Jean-Baptiste de Neunhoffen

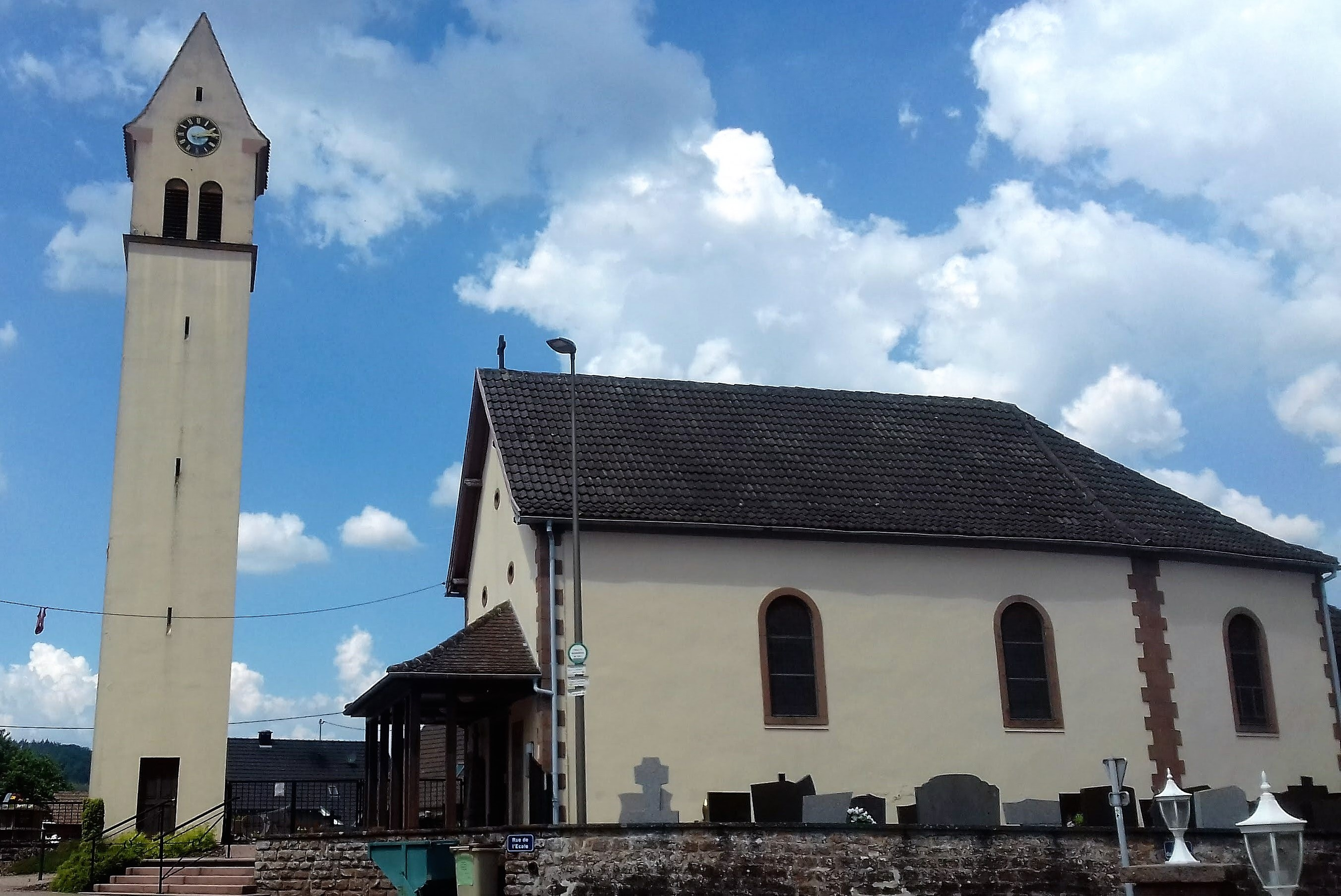
Église Saint-Jean-Baptiste de Neunhoffen

Pour les articles homonymes, voir Église Saint-Jean-Baptiste.
L'église Saint-Jean-Baptiste se situe à l'écart de Neunhoffen, dans la commune française de Dambach, dans le département du Bas-Rhin.

## Histoire
L'église est édifiée durant le premier quart du XIXe siècle. La date 1823 est portée sur le linteau de la porte de la nef et le millésime 1868, accompagné des initiales MA " sur le linteau de la porte de la sacristie, permet de dater cette partie. Le clocher est édifié après les destructions de 1945. Le plafond et le toit de la nef sont également récents. C'est en 1964 que commence la construction du nouveau clocher, l'indépendance de la nef de l'église en fait sa particularité dans la région. Au cimetière, se trouvent les pierres tombales des Dürckheim.